# Cyathea elmeri
Cyathea elmeri är en ormbunkeart som först beskrevs av Edwin Bingham Copeland, och fick sitt nu gällande namn av Edwin Bingham Copeland. Cyathea elmeri ingår i släktet Cyathea och familjen Cyatheaceae. Inga underarter finns listade.